# Pamfou
Pamfou és un municipi francès, situat al departament de Sena i Marne i a la regió de Illa de França. L'any 2007 tenia 926 habitants.
Forma part del cantó de Nangis, del districte de Melun i de la Comunitat de comunes Brie des Rivières et Châteaux.

## Demografia

### Població
El 2007 la població de fet de Pamfou era de 926 persones. Hi havia 309 famílies, de les quals 60 eren unipersonals (28 homes vivint sols i 32 dones vivint soles), 71 parelles sense fills, 158 parelles amb fills i 20 famílies monoparentals amb fills.
La població ha evolucionat segons el següent gràfic:
Habitants censats

### Habitatges
El 2007 hi havia 501 habitatges, 319 eren l'habitatge principal de la família, 165 eren segones residències i 16 estaven desocupats. 324 eren cases i 9 eren apartaments. Dels 319 habitatges principals, 281 estaven ocupats pels seus propietaris, 26 estaven llogats i ocupats pels llogaters i 13 estaven cedits a títol gratuït; 12 tenien una cambra, 8 en tenien dues, 36 en tenien tres, 74 en tenien quatre i 190 en tenien cinc o més. 264 habitatges disposaven pel capbaix d'una plaça de pàrquing. A 107 habitatges hi havia un automòbil i a 192 n'hi havia dos o més.

### Piràmide de població
La piràmide de població per edats i sexe el 2009 era:
| Homes | Edats   | Dones |
| ----- | ------- | ----- |
| 0     | 95 o +  | 0     |
| 0     | 90 a 94 | 4     |
| 0     | 85 a 89 | 8     |
| 8     | 80 a 84 | 0     |
| 0     | 75 a 79 | 4     |
| 12    | 70 a 74 | 8     |
| 4     | 65 a 69 | 12    |
| 24    | 60 a 64 | 8     |
| 16    | 55 a 59 | 8     |
| 24    | 50 a 54 | 24    |
| 44    | 45 a 49 | 24    |
| 28    | 40 a 44 | 44    |
| 40    | 35 a 39 | 36    |
| 40    | 30 a 34 | 36    |
| 20    | 25 a 29 | 20    |
| 12    | 20 a 24 | 24    |
| 36    | 15 a 19 | 40    |
| 24    | 10 a 14 | 40    |
| 48    | 5 a 9   | 44    |
| 40    | 0 a 4   | 40    |

## Economia
El 2007 la població en edat de treballar era de 628 persones, 509 eren actives i 119 eren inactives. De les 509 persones actives 482 estaven ocupades (244 homes i 238 dones) i 27 estaven aturades (17 homes i 10 dones). De les 119 persones inactives 43 estaven jubilades, 53 estaven estudiant i 23 estaven classificades com a «altres inactius».

### Ingressos
El 2009 a Pamfou hi havia 311 unitats fiscals que integraven 923 persones, la mediana anual d'ingressos fiscals per persona era de 21.583 €.

### Activitats econòmiques
Dels 34 establiments que hi havia el 2007, 2 eren d'empreses de fabricació d'altres productes industrials, 13 d'empreses de construcció, 5 d'empreses de comerç i reparació d'automòbils, 1 d'una empresa de transport, 1 d'una empresa d'hostatgeria i restauració, 1 d'una empresa d'informació i comunicació, 1 d'una empresa financera, 2 d'empreses immobiliàries, 5 d'empreses de serveis, 1 d'una entitat de l'administració pública i 2 d'empreses classificades com a «altres activitats de serveis».
Dels 12 establiments de servei als particulars que hi havia el 2009, 1 era un taller de reparació d'automòbils i de material agrícola, 2 paletes, 3 fusteries, 3 lampisteries, 2 electricistes i 1 empresa de construcció.
L'únic establiment comercial que hi havia el 2009 era una botiga de menys de 120 m².
L'any 2000 a Pamfou hi havia 6 explotacions agrícoles que ocupaven un total de 528 hectàrees.

## Equipaments sanitaris i escolars
El 2009 hi havia una escola elemental.

## Poblacions més properes
El següent diagrama mostra les poblacions més properes.